# Сади Місяця
Сади місяця (англ. Gardens of the Moon) — фентезійний роман канадського письменника Стівена Еріксона, перша книга в серії «Малазанська книга полеглих».

## Сюжет
Малазанська імперія завойовує континент за континентом. Імператор Келланвед убитий, але непомітна співробітниця секретних служб, яка занапастила його, сходить на трон під ім'ям імператриці Ласени та продовжує війну. На континенті Генабакіс найзавидніший трофей для Імперії — Даруджістан, казкове «місто синіх вогнів». Здається, ще трохи — і правителі міста поступляться тиску малазанців. Однак у самій малазанській армії не все спокійно. Елітний підрозділ Спалювачів мостів не може примиритися зі знищенням колишніх друзів Імператора. Головнокомандувач, який потрапив у немилість, готовий збунтуватися, а разом з ним — й вся армія. Зачистка серед армійських магів може привести до непередбачуваних наслідків. Окрім того, в гру вступають вищі сили: проти Імперії воює напівбожественний Аномандер Рейк, повелитель літаючої місячної фортеці, а боги Будинки тіней опановують душею юної дівчини та змушують її вступити до лав малазанской армії...

## Хронологія в романі
У романах Стівена Еріксона фігурує багато різних рас і народів зі своїми системами літочислення. З деякими з них ми знайомимося в цій книзі. За власне малазанскому календарем дію прологу відбувається в 1154 рік Сну Берн (богині землі), який одночасно є 96 роком Малазанської імперії. Події першого розділу відбуваються сім років по тому (1161 рік), а основні події роману розгортається ще через два роки (1163 рік, 105 рік Імперії, дев'ятий рік правління імператриці Ласени).
Місто Даруджистан використовує систему числення років, яка визначається за допомогою кам'яного кола, відомого, як Коло Століть: він був зроблений декілька століть тому мандрівником, на ім'я Ікарій. За цією системою дія роману відбувається в рік П'яти Ікол; в останній частині «Садів Місяця» описане новорічне свято: рік П'яти Ікол повинен змінитися роком Місячних Сліз.